# Dysforia
Dysforia (stgr. δύσφορος, δυσ- (dus-) trudność, φέρω (phérō) znosić), nastrój depresyjno-dysforyczny, nastrój dysforyczny − głęboki stan zaniepokojenia lub niezadowolenia, przeciwieństwo euforii. Termin ten jest również powszechnie stosowany w odniesieniu do dysforii płciowej, której doświadczają osoby, których tożsamość płciowa nie jest zgodna z przypisaną im płcią.
W psychiatrii jest to jeden z objawów psychopatologicznych. Nastrój dysforyczny stanowi jeden z rodzajów obniżenia nastroju (obok nastroju depresyjnego i dystymicznego), należy wobec tego do objawów zaburzeń typu emocji.

## Definicja
Dysforia polega na wyolbrzymianiu pewnych sytuacji oraz innych bodźców, co powoduje reakcje nieadekwatne – gniewne, złość, rozżalenie, żal, zniechęcenie lub wręcz agresję u osoby, która jej doświadcza. Obserwuje się w niej ogólną drażliwość, wybuchowość, rozdrażnienie, gwałtowność, reaktywność, zmienność. Zmianom ulegają także przekonania. Osoba przeżywająca dysforię negatywnie ocenia swą pozycję i sytuację, w której się znalazła. Czuje się poniżona, w stosunku do siebie odczuwa złość albo litość. Nie widzi rozwiązań. Negatywnie ocenia własną przeszłość. Odczuwany brak wyjścia z sytuacji może spowodować, że osoba w nastroju depresyjno-dysforycznym będzie oczekiwać, że inni rozwiążą odczuwane przez nią problemy za nią, może się tego domagać, a nawet starać się to wymusić.

## Powiązane schorzenia
Dysforia występuje w licznych zaburzeniach psychicznych, np. w charakteropatiach, w depresji, zaburzeniach osobowości, w niektórych odmianach padaczki (tzw. napady dystymiczne), jako powikłanie wieloletniej, źle kontrolowanej padaczki z cechami uszkodzenia OUN, w zespołach psychoorganicznych, a niekiedy w psychozach schizofrenicznych. Bywa też obserwowana w zespołach otępiennych, także w otępieniu typu Alzheimera. Jest również częstym objawem odstawienia kokainy u osób uzależnionych.